# Tópicos (Aristóteles)
Tópicos é um dos seis trabalhos de Aristóteles coletivamente conhecidos como Órganon (os outros cinco são: Categorias, Da Interpretação, Analíticos Anteriores, Analíticos Posteriores e Elencos Sofísticos). Os Tópicos constituem o tratado de aristóteles sobre a arte dialética - a invenção e descoberta de argumentos em que as proposições se apoiam em opiniões comuns ou endoxa (ἔνδοξα, em grego). Os tópicos (τόποι) são "lugares" de onde tais argumentos podem ser descobertos ou inventados.